# 二聖路
二聖路（Ersheng Rd.）為高雄市的東西向道路之一，本道路共分為三個部份。東起武慶二路接新富路，西至林森三路。是鳳山區往返前鎮區、苓雅區的重要道路之一。

## 得名
舊說本路為1950年代由高雄工程隊官員張浵命名，新考據乃由林金枝先生所命名，最流行的說法是「二聖」是「文武二聖」，指孔子和關公兩位聖人。還有人認為「二聖」是指孔孟，至聖孔子和亞聖孟子兩位聖人。亦有人說「二聖」是指周文王、周武王兩位天子。典出於《漢書‧韋賢傳》:「成王成二聖之業，制禮作樂，功德茂盛。」

## 行經行政區域
- 鳳山區
- 前鎮區

## 分段
二聖路共分為三個部份：
- 二聖路：東起於武慶二路口接鳳山區新富路，西於凱旋三路口接二聖一路。
- 二聖一路：東於凱旋三路口接二聖路，西於光華二路口接二聖二路。
- 二聖二路：東於光華二路口接二聖一路，西止於林森三路口。

## 沿線設施
（由東至西）
- 二聖路
  - 台鐵高雄機廠舊址
  - 輕軌凱旋二聖站(主體在凱旋三路)

- 二聖一路
  - 聖和公園
  - 高雄市餐飲職業工會（288號4樓）
  - 二聖公園
  - 中正高工(門牌位於光華二路80號)
    - 中正高工足球場
    - 中正高工籃球場

- 二聖二路
  - 民權公園
  - 高雄市前鎮區愛群國小(194號)

## 公車資訊
- 統聯客運（市區公車）
  - 26 瑞豐站－高雄火車站
- 東南客運
  - 紅16 高雄軟科園區－捷運獅甲站－捷運三多商圈站

## 公共自行車
- 高雄市公共自行車租賃系統：
  - 輕軌凱旋二聖站：凱旋三路/二聖路(東南側)
  - 聖和公園：二聖一路110號(對面)
  - 前鎮民權公園：二聖二路/民權二路口(西北側人行道)